# Bhawanipur (Parsa)
Pour les articles homonymes, voir Bhawanipur.
Bhawanipur (en népalais : भवानीपुर) est un comité de développement villageois du Népal situé dans le district de Parsa. Au recensement de 2011, il comptait 6 193 habitants.